# Mac Cone
Mac Cone (n. 23 august 1952, Memphis, Tennessee, SUA) este un sportiv ce a reprezentat Canada, medaliat olimpic. A participat la 2 ediții ale Jocurilor Olimpice (1996, 2008) în care a câștigat o medalie de argint.